# Henryk Jarzynski
Henryk Jarzynski (polaco: Henryk Jarzyński) (Bzow, Polonia, 5 de febrero de 1931 ) fue un conocido violinista polaco.

## Biografía

### Primeros años y II° Guerra mundial
Hijo del agricultor Józef Jarzynski de Skarżyce y de Marianna Marczyk de Bzow. Józef compró la "casa del administrador", construida en 1739, una antigua parte de la Mansión de Bzow, y después de la boda, la pareja se mudó a Bzów, donde nació Henryk en 1931. En 1939 durante la invasión Nazi, el joven Henryk interrumpió la escuela básica y tocó Trompeta en la Banda Sinfónica de la Empresa de Cementos de Zawiercie. A los diez años su madre Marianna le compró un violín y Henryk viajó al antiguo pueblo de Ogrodzieniec, a la "Iglesia parroquial de la Transfiguración del Señor" donde recibió sus primeras clases del Cura Stanisław Sobieraj, cual también fue un destacado alumno del Profesor Józef Jarzębski.

### Años 1945 - 1968
Después de la Segunda Guerra Mundial, Henryk continuó las clases de violín con el sacerdote Sobieraj, y luego es becado por el Estado de Polonia para estudiar en Conservatorio de la Escuela Estatal de Música de Cracovia donde inició las clases con el concertino de la Orquesta de la Radio y Televisión de Polonia en Cracovia, el maestro Adam Wiernik. En 1953 empezó tocar como primer violín en la Orquesta de la Radio y Televisión de Polonia en Cracovia donde trabajó por 11 años. En 1954 fue oído por el destacado Maestro Zenon Felinski cual lo aceptó como alumno y con cual tuvo 7 años de clases[1]. 
En 1957 Jarzynski fue admitido al Nivel Superior de la Academia de música de Cracovia, continuando clases con el Maestro Feliński. Un año después, en 1958 fue elegido para representar a Polonia en el Concurso Internacional de Violín George Enescu de cual es ganador. Al regreso del Concurso, entregó numerosos conciertos con diversas orquestas, y a menudo se presentó como solista para la Televisión Nacional y la Radio Polonia en vivo. En 1960 se presenta junto al compositor Krzysztof Penderecki con el cual graba tres Miniaturas para Violín y Piano[2]. En 1961 Feliński se enfermó y Henryk continuó estudios por dos años más con Eugenia Umińska en el mismo Conservatorio. en 1963 se graduó tocando el concierto para violín de Aleksandr Glazunov con la Orquesta Filarmónica de Cracovia, recibiendo su Diploma de Honor con anotación máxima "Cum Laude".
En 1963 integró el Cuarteto de Cracovia, y recibió el nombramiento de Profesor de la Academia de música de Cracovia. En 1964 se casó con María Millak en la Basílica de Santa María (Cracovia) y se mudaran a la capital Varsovia donde Henryk Integró la Orquesta Filarmónica Nacional de Varsovia donde fue primer violín por 4 años. Con la orquesta viajó entre otros países a Japón y Carnegíe Hall Estados Unidos. Ha grabado numerosas obras como solista con orquesta y música de cámara.

### después de 1968
En 1968 Henryk inmigró a Holanda por invitación especial del Director de Orquesta Willem van Oterloo, para seguir a Herman Krebbers quien dejó el cargo de concertino de la Orquesta de la Residencia. Con la orquesta hace tour por el mundo numerosas veces. Después de una enfermedad gástrica decide retirarse de la vida competitiva de la música y es primer violín en la misma orquesta hasta su jubilación, además de dedicarse a la docencia.

## destacados alumnos
- Stefan Salanowski
- Kaja Danczowska
- Yoris Jarzynski

## Categories
- Datos: Q22669853